# 사비나미술관
사비나미술관은 서울특별시 은평구 진관동에 위치한 미술관이다.

## 연혁
- 1996년 3월 6일 서울 종로구 관훈동에서 '사비나 갤러리' 개관
- 2002년 7월 서울 종로구 인사동으로 이전하며 '사비나 미술관'으로 명칭 변경
- 2018년 11월 1일 서울 은평구 진관동으로 이전

## 사진

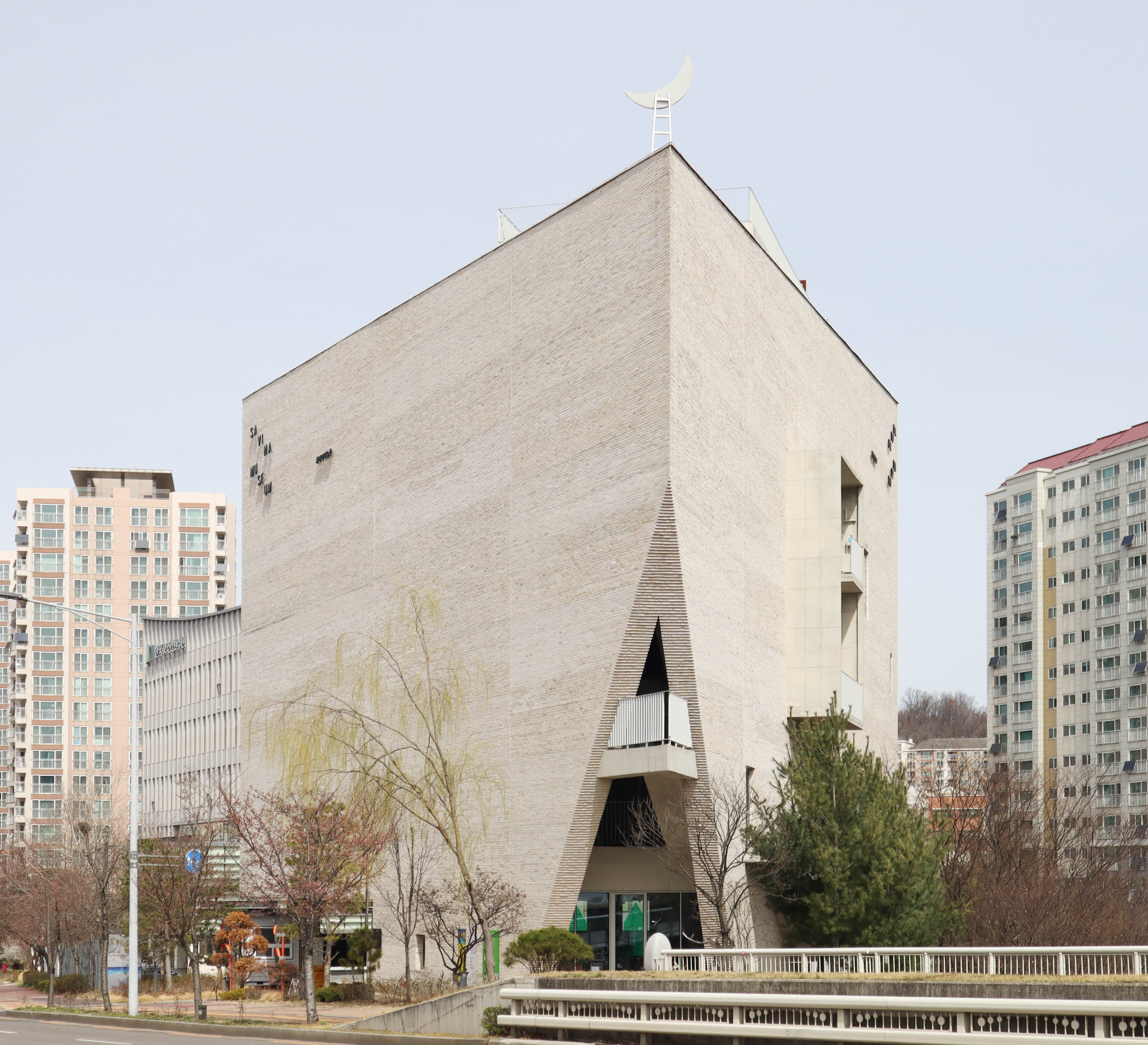
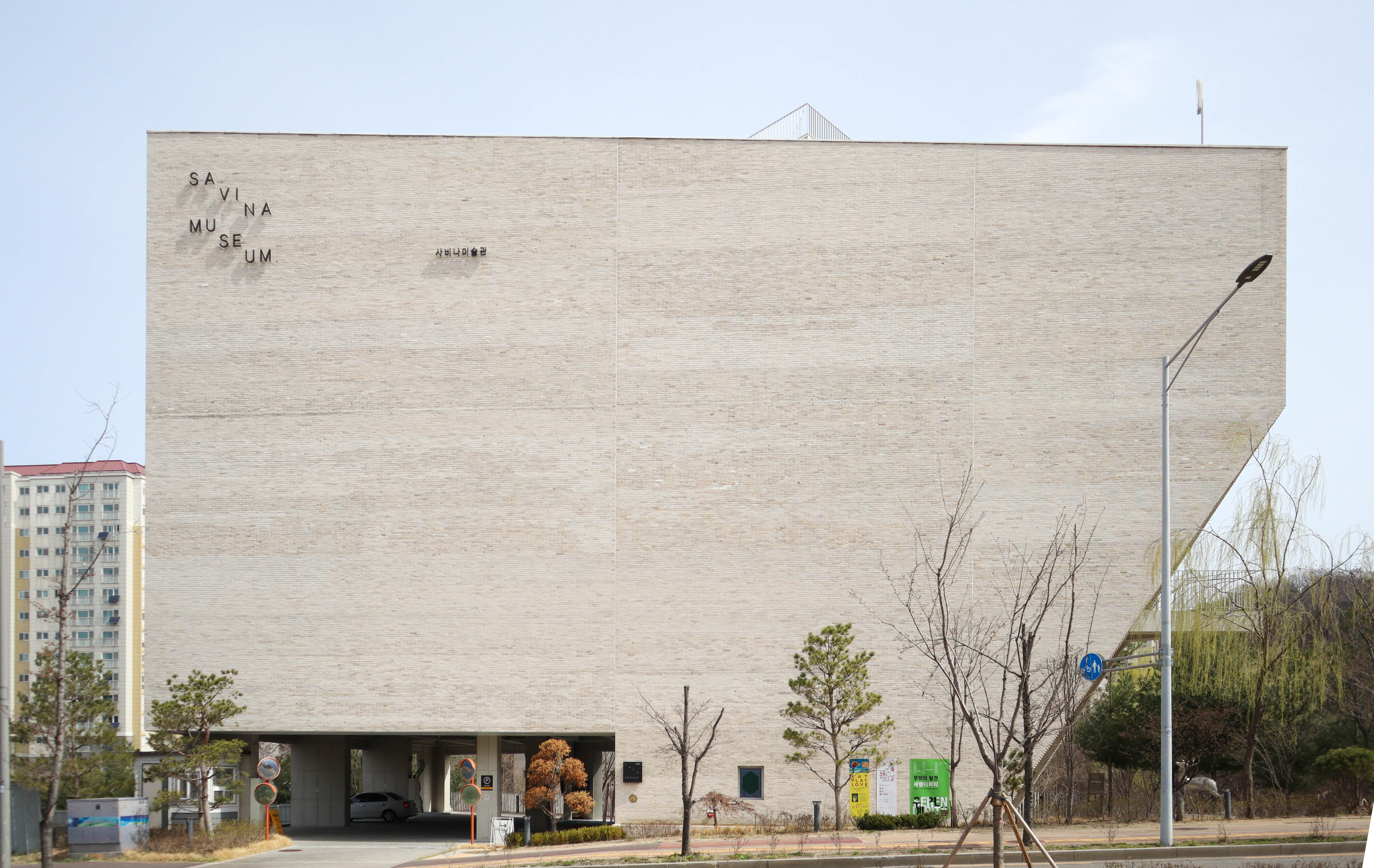
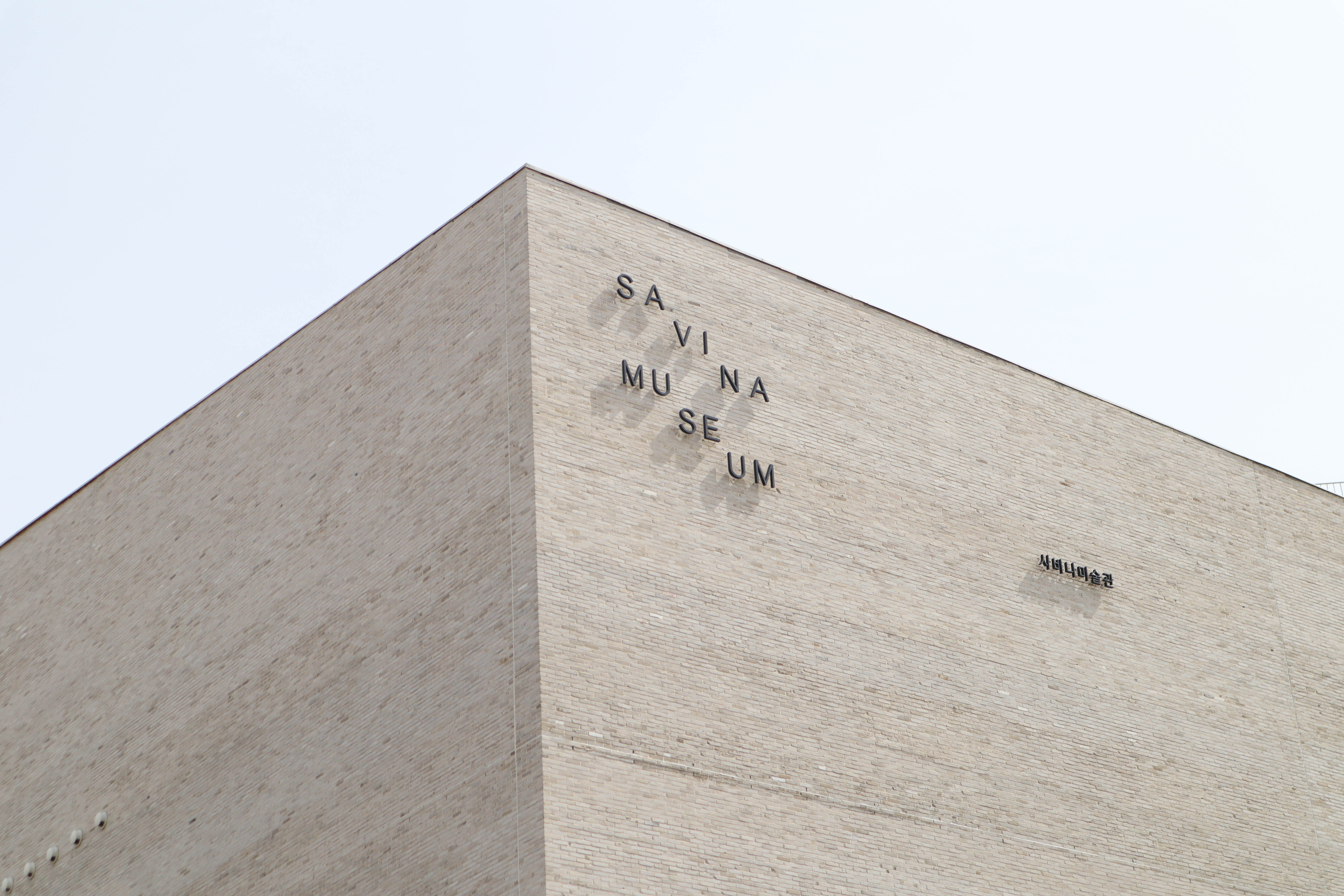

## 같이 보기
- 대한민국의 박물관과 미술관 목록